# Sztefanía Liberakáki
Sztefanía Liberakáki (görögül: Στεφανία Λυμπερακάκη, művésznevén: Stefania, Utrecht, 2002. december 17. –) görög–holland énekesnő, szinkronszínész, youtuber. Annak a Kisses lánybandának volt a tagja, mely Hollandiát képviselte a 2016-os Junior Eurovíziós Dalfesztiválon. Őt választották ki, hogy Supergirl című dalával képviselje Görögországot a 2020-as Eurovíziós Dalfesztiválon, de a versenyt a Covid19-pandémia miatt törölték. A görög ERT műsorszolgáltató úgy döntött, Liberakákit fogja indítani a 2021-es Eurovíziós Dalfesztiválon is.

## Karrierje

### Korai karrierje
2013-ban Stefania részt vett a The Voice Kids holland változatának harmadik évadában. A vak meghallgatás után Borsato csapatához került, de a csatákban kiesett. Ekkor csatlakozott a Kinderen voor Kinderen rushoz, melyet két év után hagyott ott.
| The Voice Kids előadásai és eredményei | The Voice Kids előadásai és eredményei | The Voice Kids előadásai és eredményei | The Voice Kids előadásai és eredményei |
| Előadó                                 | Dal                                    | Eredeti művész                         | Eredmény                               |
| -------------------------------------- | -------------------------------------- | -------------------------------------- | -------------------------------------- |
| Vak meghallgatás                       | "No One"                               | Alicia Keys                            | Marco Borsato csapata                  |
| The Battles                            | "Hoe" (How)                            | Nielson & Miss Montreal                | Kiszavazták                            |

### 2016: Junior Eurovíziós Dalfesztivál

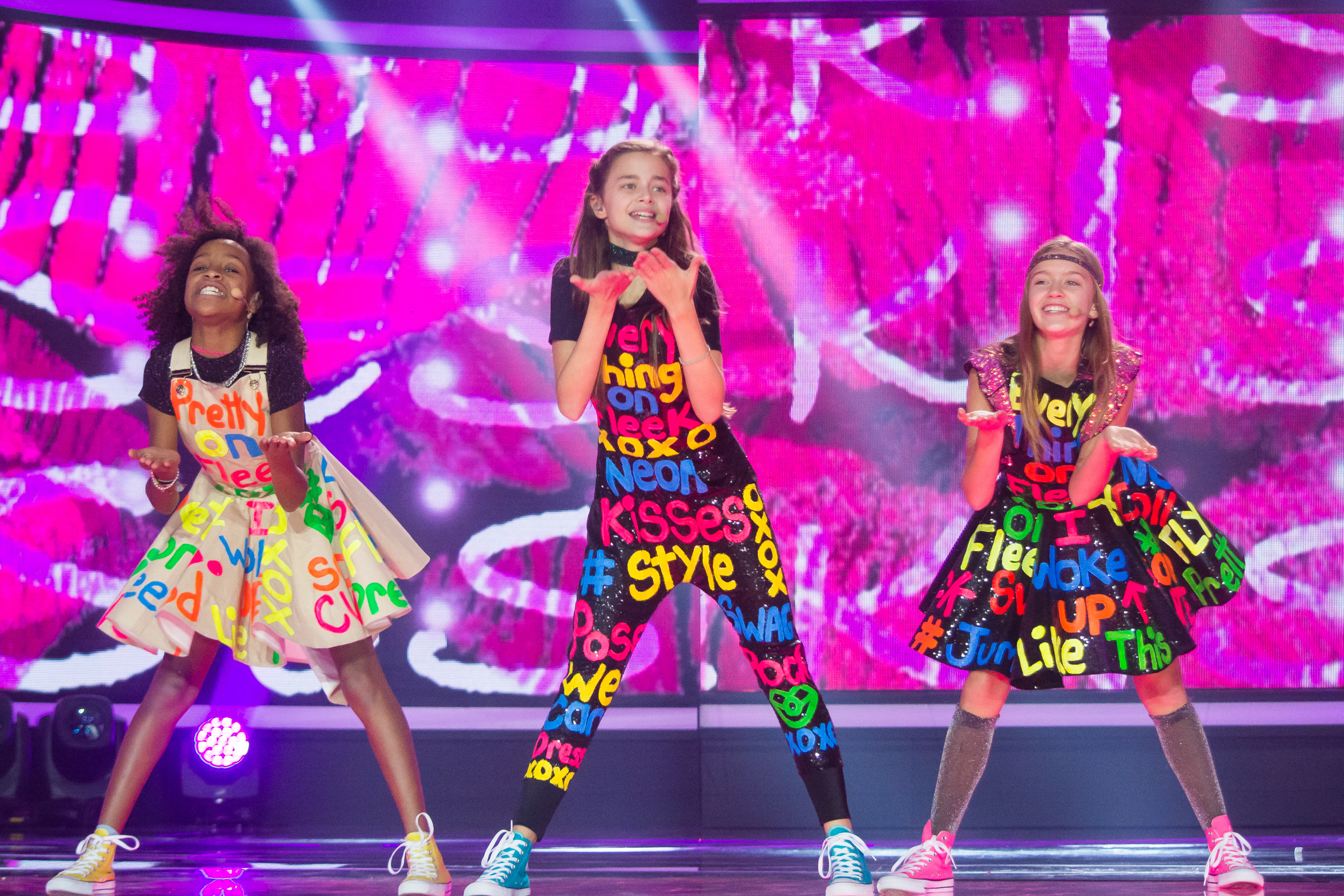
Liberakáki (középen) a Kisses formáció tagjaként Hollandiát képviselte a 2016-os Junior Eurovíziós Dalfesztiválon

2016-ban Liberakákit meghallgatták a 2016-os Junior Eurovíziós Dalfesztivál holland előválogatóján. A Kisses tagjaként őt is kiválasztották, hogy képviselje Hollandiát a Vallettában  megrendezett versenyen. A csapat a Kisses and Dancin' dallal a 17 induló közül a 8. helyen zárta a versenyt.

### 2017–2019: Szólókarrier és színészkedés
2018-ban Liberakáki kiadta első szóló lemezét, melynek címe "Stupid Reasons" lett. 2019-ben további három kislemezt adott ki, melyek a következők: "Wonder", "I'm Sorry (Whoops!)" és "Turn Around". 2019. júniusban Konnie Metaxával és Ilenia Williamsszel közösen előadta a "Con Calma" dalt a MAD Video Music Awardson, melyet a görög televízió élőben sugárzott.
2018-tól szerepel a Brugklas című filmben Fenna szerepében. Ezen kívül lehet látni a Brugklas: De tijd van m'n leven, De Club van Lelijke Kinderen filmben énekesként, és a 100% Coco New York filmben Lillyként.

### 2020-as és 2021-es Eurovíziós Dalfesztivál
2019-ben Liberakákit nevezték meg, mint lehetséges jelöltet, hogy képviselje Görögországot a Rotterdamba tervezett Eurovíziós Dalfesztiválon. A görög műsorszolgáltató 2020. február 3-án megerősítette, hogy ő képviseli a versenyen az országot. A Supergirl című dalát a 2020. május 14-re tervezett második elődöntőn adta volna elő. Március 18-án az EBU úgy döntött, a Covid19-pandémia miatt törli a versenyt. Az ERT még aznap bejelentette, hogy Görögország részt vesz a 2021-es Eurovíziós Dalfesztiválon, ahol szintén Stefania képviselheti az országot. Ezúttal Last Dance című dalával vett részt a versenyen, mellyel a tizedik helyezést érte el, 170 pontot összegyűjtve a dalfesztivál döntőjében.
2022-ben ő hirdette ki a görög szakmai zsűri szavazatait az Eurovíziós Dalfesztiválon.

## Magánélete
Liberakáki családja a Kelet-Makedónia és Thrákia tartományának Évrosz prefektúrájából, a Didymoteicho város mellett fekvó Sofikó faluból származik. Jelenleg a holland Jannes Heuvelmansszal él együtt, aki a 2017-es Junior Eurovíziós Dalfesztiválon a FOURCE fiúbanda tagjaként képviselte Hollandiát a gyerekversenyen.

## Diszkográfia

### Kislemezek

#### Kinderen voor Kinderensolos
| Cím                         | Év   | Album                    |
| --------------------------- | ---- | ------------------------ |
| "Muziek laat je dromen"     | 2014 | Feest (vol. 35)          |
| "Wereldplan"                | 2014 | Feest (vol. 35)          |
| "Nu het feestje voorbij is" | 2014 | Feest (vol. 35)          |
| "Waarom moet ik gaan?"      | 2015 | Raar maar waar (vol. 36) |
| "Eventjes alleen"           | 2015 | Raar maar waar (vol. 36) |
| "Leef met elkaar"           | 2015 | Raar maar waar (vol. 36) |

#### A Kisses tagjaként
| Cím                | Év   | Album               |
| ------------------ | ---- | ------------------- |
| Kisses and Dancin' | 2016 | Nem album kislemeze |

#### Szolo előadóként
| Cím                                              | Év   | Album                  |
| ------------------------------------------------ | ---- | ---------------------- |
| "Stupid Reasons"                                 | 2018 | Nem album kislemeze    |
| "All I Want For Christmas Is You"                | 2018 | L'esprit de Noël (Vál) |
| "Wonder" (A Csodapark holland változata alapján) | 2019 | Nem album kislemeze    |
| "I'm Sorry (Whoops!)"                            | 2019 | Nem album kislemeze    |
| "Over and Over Again" (Jannesszel)               | 2019 | Nem album kislemeze    |
| "Turn Around"                                    | 2019 | Nem album kislemeze    |
| "Supergirl"                                      | 2020 | Nem album kislemeze    |

## Filmográfia

### Televízió
| Év(ek)    | Cím      | Szerep           | Megjegyzés    |
| --------- | -------- | ---------------- | ------------- |
| 2018–2020 | Brugklas | Fenna & Stefania | 7 & 8. szezon |

### Film
| Év   | Cím                             | Szerep                    | Megjegyzések         |
| ---- | ------------------------------- | ------------------------- | -------------------- |
| 2019 | Brugklas: De tijd van m'n leven | Fenna                     | —                    |
| 2019 | Csodapark                       | June                      | Holland szinkronhang |
| 2019 | 100% Coco New York              | Lilly                     | —                    |
| 2019 | De Club van Lelijke Kinderen    | A propaganda zene énekese | —                    |
| 2019 | Trouble                         | Zoe Bell                  | Holland hang         |
| 2020 | Dolittle                        | Lady Rose                 | Holland hang         |